# 조나탕 위베르도
조나탕 위베르도(프랑스어: Jonathan Huberdeau, 1993년 6월 4일~)는 캐나다의 아이스하키 선수로 포지션은 레프트윙이다. 현재 내셔널 하키 리그(NHL)의 캘거리 플레임스 소속으로 활동하고 있다.